# José Soeiro
José Borges de Araújo de Moura Soeiro (Porto, 11 de agosto de 1984) é um sociólogo e político português. Até 2025, desempenhou as funções de deputado na Assembleia da República. È dirigente nacional do Bloco de Esquerda.

## Biografia
Licenciou-se em Sociologia na Faculdade de Letras da Universidade do Porto. É doutorado em Sociologia, com uma tese sobre transformações do trabalho e mobilizações de precários em Portugal, pela Faculdade de Economia da Universidade de Coimbra/Centro de Estudos Sociais. É atualmente investigador do Instituto de Sociologia da Universidade do Porto.
Fez parte da rede europeia de trabalho artístico Drums for Peace, da direção da Cooperativa Cultura e colabora com várias associações, tendo estado envolvido na organização do MayDay Porto e das primeiras Marchas do Orgulho LGBT do Porto.
Está ligado ao Teatro do Oprimido, sendo um dos coordenadores do Laboratório de Teatro & Política do Porto.
Foi deputado à Assembleia da República, eleito pelo Bloco de Esquerda, entre 2008 e 2011, assim como entre 2015 e fevereiro de 2023, sendo substituído no cargo por Isabel Pires. Regressou ao cargo quatro meses depois e voltou a deixá-lo em janeiro de 2025, para assumir um cargo como professor na Universidade do Porto. Coordenou a intervenção parlamentar do partido nas áreas do trabalho e da segurança social. 
Foi candidato, pelo BE, à Presidência da Câmara Municipal do Porto nas eleições autárquicas de 2013.
Assina uma coluna semanal no jornal Expresso desde 2015.